# Catherine Meurisse
Catherine Meurisse (Niort, Deux-Sèvres, 8 de febrer de 1980) és una dibuixant de còmics, il·lustradora i guionista francesa. Dibuixa amb ploma i tinta xinesa.
Va ser elegida membre de l'Acadèmia de Belles Arts el 15 de gener de 2020. És la primera dibuixant de còmics a esdevenir membre de l'Institut.

## Biografia

### Estudis
El 1997, amb 17 anys, va rebre un premi en un concurs escolar de còmic i la convidaren al Festival d'Angoulême, que era col·laborador del concurs. Disset anys més tard, fou la padrina de la 40a edició del Festival.
Estudià Lletres modernes a la Universitat de Poitiers, i posteriorment, il·lustració a l'école Estienne de París, on guanyaria el «Trophée Presse Citron» en categoria Junior i s'hi va llicenciar en 2002. Posteriorment, continuà la seua formació a l'École nationale supérieure des arts décoratifs de París.

### Dibuixant

#### Charlie Hebdo
Va ser fitxada per Charlie Hebdo el 2001, descoberta després d'un concurs de vinyetes de premsa. Va entrar a la redacció tan bon punt va acabar els seus estudis el 2005, i va publicar en àlbums col·lectius signant només amb el seu nom Catherine. Des del 2006 col·labora amb Charb, Riss o Luz en diferents àlbums, així com en diferents publicacions col·lectives de Charlie.
El 7 de gener de 2015, data de l'atemptat contra la seu de Charlie Hebdo, formava part de l'equip de la publicació, del qual n'era l'única dona. Es va lliurar de l'atemptat perquè va arribar tard a la reunió que tenien a la redacció. Després de l'atemptat va abandonar les tires i vinyetes en premsa per dedicar-se exclusivament al còmic. En el còmic o novel·la gràfica La levedad (Impedimenta, 2017. ISBN 9788416542857), Meurisse explica com va superar el trauma de ser una supervivent de l'atemptat on van morir companys seus.